# Прапор Подільська
Пра́пор Поді́льська — офіційний символ міста Подільськ, Подільського району, Одеської області, затверджений 4 жовтня 2006 р. рішенням Подільської міської ради.
Прямокутне полотнище з співвідношенням сторін 2:3 складається з трьох вертикальних смуг: червоної, білої та червоної (1:2:1). На центральній білій смузі розміщений герб міста.